# Pedra angular

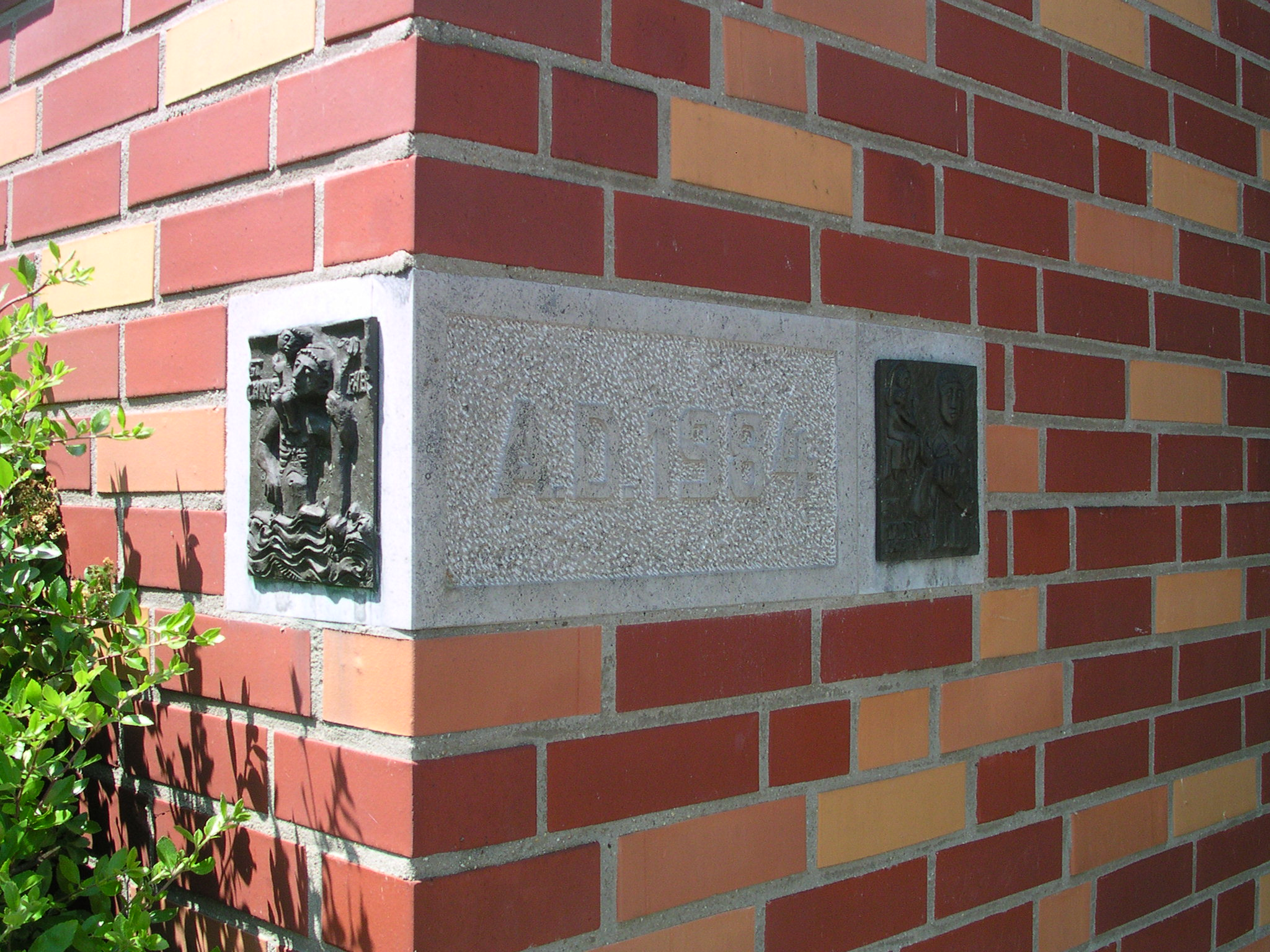
Una pedra angular amb imatges en relleus de bronze.

El concepte de pedra angular, pedra de base, pedra principal o pedra cantonera (del grec: Άκρογωνιεîς i llatí: Primarii Lapidis) designa la primera pedra en la construcció de la base d'una fonamentació de construcció i és important, atès que totes les altres pedres seran col·locades en referència a aquesta, cosa que determina la posició de tota l'estructura.
També es refereix, en una edificació, a la pedra, usualment de grandària, que es col·locava en una cantonada per a donar-li rigidesa, sostenint o unint dos grans panys de paret. Pot estar embellida, i serveix en aquest cas no solament com a reforçament, sinó com a decoració.
Amb el temps la pedra angular es va convertir en pedra cerimonial de la construcció, o rèplica, situada en un lloc destacat a l'exterior d'un edifici, amb una inscripció que indica la data de construcció de l'edifici i el nom de l'arquitecte, constructor o altres persones assenyalades. El ritu de posar una pedra angular és un component cultural important de l'arquitectura occidental i metafòricament en l'arquitectura sacra en general.

## Orígens
Els orígens d'aquesta tradició són vagues, però la seva presència en els països judeocristians pot anar associada amb una citació de l'Antic Testament (Salms 118:22-23):
| « | La pedra rebutjada pels constructors, ara és la pedra principal. És el Senyor qui ho ha fet, i els nostres ulls se'n meravellen. | » |

És citada sis vegades en el Nou Testament (Mateu 21:42, Marc 12:10, Lluc 20:17, Fets 4:11, Efesis 2:20 i 1 Pere 2:7).
Algunes pedres angulars són càpsules del temps del moment que es va construir un edifici en particular.

## Ús en esglésies

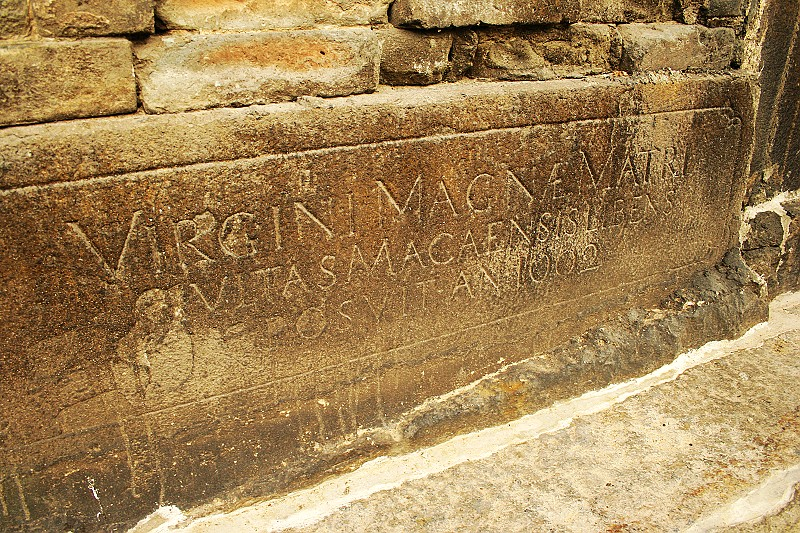
Pedra angular de la Catedral de Sant Pau de Macau (1602).

Pel seu símil, de vegades es reconeix com a "pedra de fundació" i símbol de Crist, al qual l'apòstol Pau es va referir com a "cap angular" o lapis angularis: la "Pedra angular de l'Església" (Efesis 2:20). Moltes de les més antigues esglésies van col·locar relíquies dels sants, especialment màrtirs, dins la pedra de fundació.

### Esglésies catòliques occidentals
Segons el ritu pre-Vaticà II de l'Església catòlica, abans que comencés la construcció d'una nova església, els fonaments de l'edifici han d'estar clarament marcats, situant una creu de fusta al lloc on s'ha de dreçar l'altar. Una vegada fet això, el bisbe o un sacerdot delegat per ell a tal propòsit, ho beneeix amb aigua beneïda, ruixant primer la creu anteriorment aixecada i després la pedra de fundació. En acabat, sobre la pedra, hi grava creus a cada costat amb un ganivet, i pronuncia la següent oració: "Beneeix, Senyor, aquesta creatura de pedra (creaturam istam lapidis) i concedeix, per la invocació del teu sant Nom, que els que tinguin una ment pura prestin ajuda a la construcció d'aquesta església i puguin obtenir fermesa en el seu cos i la sanació de les seves ànimes. Per Crist El nostre Senyor, Amén".
Després d'això, es diu la Lletania dels Sants, seguit d'una antífona i del Salm 126 (Salm 127 en la numeració hebrea), que comença apropiadament amb el versicle: "Si el Senyor no construeix la casa, en va s'afanyen els constructors". Tot seguit, la pedra es fa davallar al seu lloc amb una altra preguera i altra vegada es ruixa amb aigua beneïda. Es reciten més antífones i salms, mentre el bisbe ruixa les fonamentacions, que es divideixen en tres seccions, acabant cadascuna amb una oració especial. Finalment, es canta el Veni Creator Spiritus i dues oracions curtes. Llavors el bisbe, si ho considera escaient, s'asseu i exhorta la gent a contribuir a la construcció, als nomenaments i al manteniment de la nova església, després de la qual cosa en pren comiat amb la seva benedicció i la proclamació d'una indulgència.

### Esglésies orientals

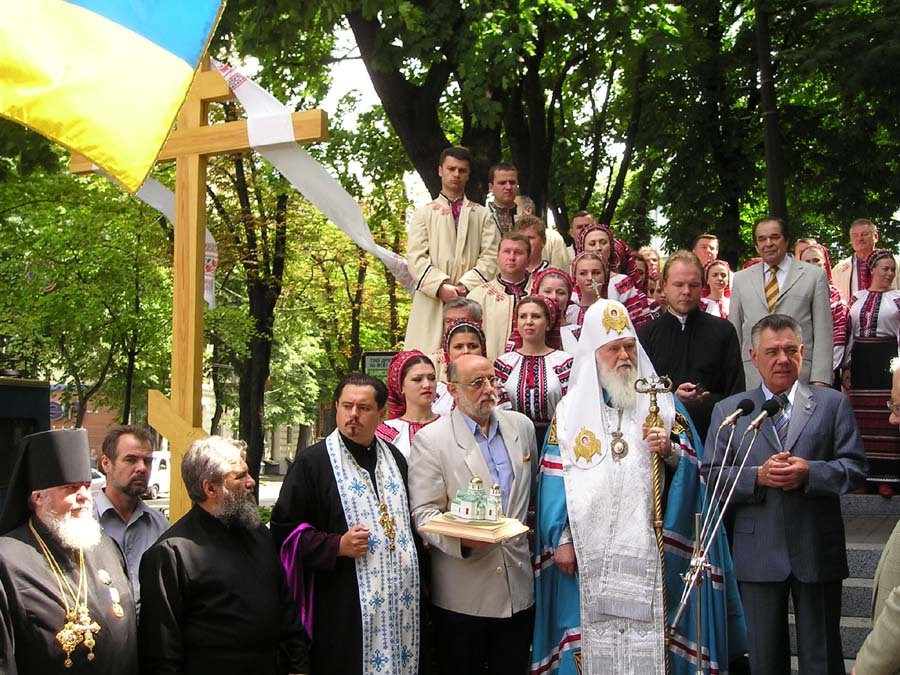
Cerimònia de col·locació de la pedra angular en una església de Kíev, Ucraïna.

A l'Església Ortodoxa Oriental s'ha d'obtenir la benedicció del bisbe abans que la construcció d'una nova església pugui començar, i qualsevol clergue que gosi de fer-ho sense benedicció, pot ser deposat. El "Ritu de la Fundació de l'Església" (és a dir, la col·locació de la primera pedra) variarà lleugerament segons si l'església va a ser de fusta o de pedra. Fins i tot quan una església serà construïda en fusta, la pedra angular deu ser de pedra.

La pedra angular és una sòlida pedra cúbica sobre la qual s'ha tallat una creu. Sota la creu, s'inscriu:

En el nom del Pare, i del Fill, i de l'Esperit Sant, aquesta església és fundada, en honor i memòria de (aquí s'introdueix el nom del sant patró de la nova església), al govern de (aquí s'introdueix el nom del governant), en l'episcopat de (aquí s'introdueix el nom del bisbe), l'any del Món de _____ (Anno Mundi), i del naixement en la carn del Déu del Món _____ (Anno Domini) ençà.

En la part superior de la pedra s'hi ha fet un espai en forma de creu on es poden col·locar relíquies. Les relíquies no són necessaries, però si n'hi ha, es col·loquen normalment dins la pedra angular. Si no n'hi ha, la inscripció es pot ometre, però no pas la creu.
Després que el cossol de la nova església ha estat excavat i enllestits tots els preparatius, el bisbe (o el seu delegat) amb un altre clergat investeixen i formen una crucesión al lloc d'edificació. El servei comença amb una moleben i la benedicció amb aigua beneïda. Seguidament s'erigeix una creu al lloc on la Santa Mesa (altar) és alçat, es consagra la pedra angular i es col·loca en el seu lloc.
També es pot referir a la base o fonament principal d'alguna cosa.